# Incendio de la discoteca Flying
El incendio de la discoteca Flying fue una catástrofe acontecida en la sala Flying de Zaragoza la madrugada del domingo 14 de enero de 1990. En él murieron de forma casi instantánea 43 personas al inhalar los gases provocados por el fuego. El incendio se produjo en similares circunstancias al ocurrido en la discoteca Alcalá 20 de Madrid el 17 de diciembre de 1983.
Es uno de los incendios más graves de la historia de Zaragoza, junto con el incendio de Tapicerías Bonafonte en diciembre de 1973 y el incendio del Hotel Corona de Aragón en junio de 1979.
La investigación y el proceso judicial posterior se alargaron más de 20 años. Los familiares de las víctimas no recibieron ninguna compensación económica, a pesar de que tanto el encargado de la sala como el propietario fueron declarados responsables.

## Hechos
El local se situaba en la esquina de las calles Trinidad y Don Teobaldo del barrio de la Magdalena en el casco histórico de Zaragoza. Se componía de dos plantas, una planta calle con una barra y otras dependencias y otra sala en un sótano al que se accedía por una escalera desde la planta calle. Además disponía de una escalera de emergencia con salida a la calle Trinidad.
La noche del incendio estaba programada la actuación de la orquesta Imágenes. En la sala se encontraban más de 70 personas, aunque algunas fuentes hablan de hasta 130 personas.
El fuego se inició poco después de las dos y media de la madrugada, y según investigaciones posteriores, comenzó por un fallo eléctrico. En un momento determinado se produjo un apagón, ante lo cual el encargado del local, Francisco Lacruz, subió las escaleras para comprobar los cuadros de luces, percatándose de que había saltado un limitador. Tras intentar sin éxito retornarlo a su posición, descubrió llamas sobre el falso techo. En ese momento el incendio estaba extendiéndose a través de dicho falso techo, y aunque el encargado y algunas otras personas pudieron salir del local, el sótano ya se había convertido en una trampa mortal. Una de las personas que pudo salir con vida fue el cantante de la orquesta, que se salvó tras subir las escaleras al sentir un olor extraño y ver las llamas.
Según relato de bomberos del operativo que acudió a la sala, algunos cadáveres fueron encontrados en las escaleras, tanto en la principal como en la de emergencia, pero muchos otros fueron hallados en la misma sala inferior, algunos todavía sentados. Esto indicó que, mientras algunas víctimas trataron de huir tras haberse dado cuenta de la situación, otras murieron tras un primer desvanecimiento por la inhalación de gases.
La muerte de las víctimas se debió, según el informe forense, a una asfixia por inhalación de gases, en concreto por monóxido de carbono, producto de la combustión de diversos elementos del mobiliario.
Las dotaciones de bomberos que acudieron pudieron sofocar el fuego rápidamente, pero al acceder al interior del local no se encontraron supervivientes salvo una persona que fue evacuada con heridas graves.

## Responsabilidades legales
Los diversos procesos judiciales, civil, penal y contencioso-administrativo, se alargaron durante más de 20 años.  Desde el primer momento se apuntó al fallo en la instalación eléctrica. Fueron investigadas las empresas que efectuaron la instalación y posteriores modificaciones, como el tendido de un cable eléctrico a través del falso techo y su aislamiento. A pesar de ello el origen exacto del incendio nunca pudo ser acreditado definitivamente.
También fueron cuestionadas las actuaciones de los técnicos de la Diputación General de Aragón, cuyos inspectores otorgaron la licencia de la instalación.
En la vía penal, el encargado de la discoteca, Francisco Lacruz, fue procesado junto al propietario Faustino Martínez, resultando condenado por imprudencia simple dado su retraso en dar la voz de alarma. Ni el encargado ni el propietario hicieron frente al pago de las indemnizaciones, al fallecer el primero sin poder exigirse la ejecución de la sentencia.  Por su parte Faustino Martínez, habiendo sido considerado responsable civil subsidiario, se declaró insolvente. Con posterioridad el propietario fue además condenado a dos años de prisión por insolvencia fraudulenta al considerarse que había ocultado su patrimonio para eludir el pago de las indemnizaciones.
Al no poder obtener compensación alguna de la propiedad de la sala, los familiares de las víctimas intentaron que se declarara también responsables tanto al Ayuntamiento de Zaragoza como al Gobierno de Aragón, pues al local le fueron otorgadas todas las licencias tras las revisiones pertinentes, incluyendo la instalación eléctrica cuyo fallo se consideró el origen del incendio. Tras un largo proceso, de nuevo los tribunales concluyeron que no había pruebas suficientes para condenar a estas administraciones por los hechos. A pesar de ello, reconocieron un funcionamiento anormal de los procedimientos administrativos.